# Чиста Поляна
Чиста Поляна (рос. Чистая Поляна) — село у Рамонському районі Воронезької області Російської Федерації.
Населення становить 499 осіб (2010). Входить до складу муніципального утворення Чистополянське сільське поселення.

## Історія
Населений пункт розташований у історичному регіоні Чорнозем'я. Від 1965 року належить до Рамонського району, спочатку в складі Центрально-Чорноземної області, а від 1934 року — Воронезької області.
Згідно із законом від 15 жовтня 2004 року входить до складу муніципального утворення Чистополянське сільське поселення.

## Населення
| 1900 | 2005 | 2010 |
| ---- | ---- | ---- |
| 1283 | ↘586 | ↘499 |